# Депортация цыган из Франции (2010)
Депортация румынских цыган из Франции (фр. Les expulsions de Roms) — массовая акция официального правительства Франции, развернувшаяся в августе 2010 года. Депортация была поддержана Президентом страны Николя Саркози после Луарского инцидента, в котором в результате перестрелки с полицией погиб цыганский юноша и представители местной цыганской общины вступили в открытый конфликт со служителями охраны порядка. В ответ Президент страны поручил в кратчайшие сроки ликвидировать многочисленные лагеря румынских цыган, стихийно возникшие по периметру многих французских городов с 2008 года, после того как в страну начали прибывать цыгане из Румынии, вступившей в ЕС.
Во Франции в сентябре 2010 года проживало от 5 до 50 тыс. цыган из Румынии. Общее количество депортированных составило около 10000 человек. Цыганам предлагалось денежное вознаграждение для стимуляции возвращения на родину. Общественность Румынии, самой Франции, а также других стран ЕС неоднозначно отнеслась к процессу депортации цыган. Во Франции проводились митинги в защиту цыган.

## Предпосылки
С 1960-х по Франции стали возникать алжирские трущобы, сами жители вскоре покинули их, переселившись ближе к городам. В 1990-х в страну хлынула новая волна мигрантов, на этот раз из Восточной Европы. В соответствии со специальными французскими иммиграционными правилами они должны иметь разрешение на работу или вид на жительство, если хотят остаться дольше трех месяцев. Это заставило теперь уже нелегальных мигрантов самовольно захватывать землю и строить трущобы.
16 июля 2010 года французская полиция застрелила Луиджи Дюкене, 22-летнего французского цыгана, который проехал через полицейский контрольно-пропускной пункт. В отместку группа из примерно 50 человек, по-разному идентифицированных как рома или путешественники, устроила беспорядки в небольшой деревне Сент-Эньян, напав на полицейский участок с топорами и железными прутьями .
Офис президента заявил, что местные несанкционированные лагеря являются «источниками незаконной торговли людьми, глубоко шокирующего уровня жизни, эксплуатации детей для попрошайничества, проституции и преступности». 

## Осуждение депортации
Еврокомиссия выступила с резким осуждением действий властей Франции по высылке цыган, добавляя, что это нарушает законодательство Евросоюза. Еврокомиссар по вопросам юстиции и правам европейских граждан заявила, что если Франция не прекратит эти действия, к ней могут быть применены самые разнообразные санкции. Представитель Николя Саркози во время визита в Бухарест сообщил журналистам, что о приостановлении депортаций не может быть и речи, и назвал такие обвинения диктатом, которому правительство Франции не собирается подчиняться. Также, согласно его мнению, в этом вопросе Еврокомиссия превысила свои полномочия.
В 2011 году Европейский комитет по социальным правам усмотрел в действиях правительства Франции нарушение статей 19, 31 и «Е» Европейской социальной хартии.